# Pěvuška sibiřská

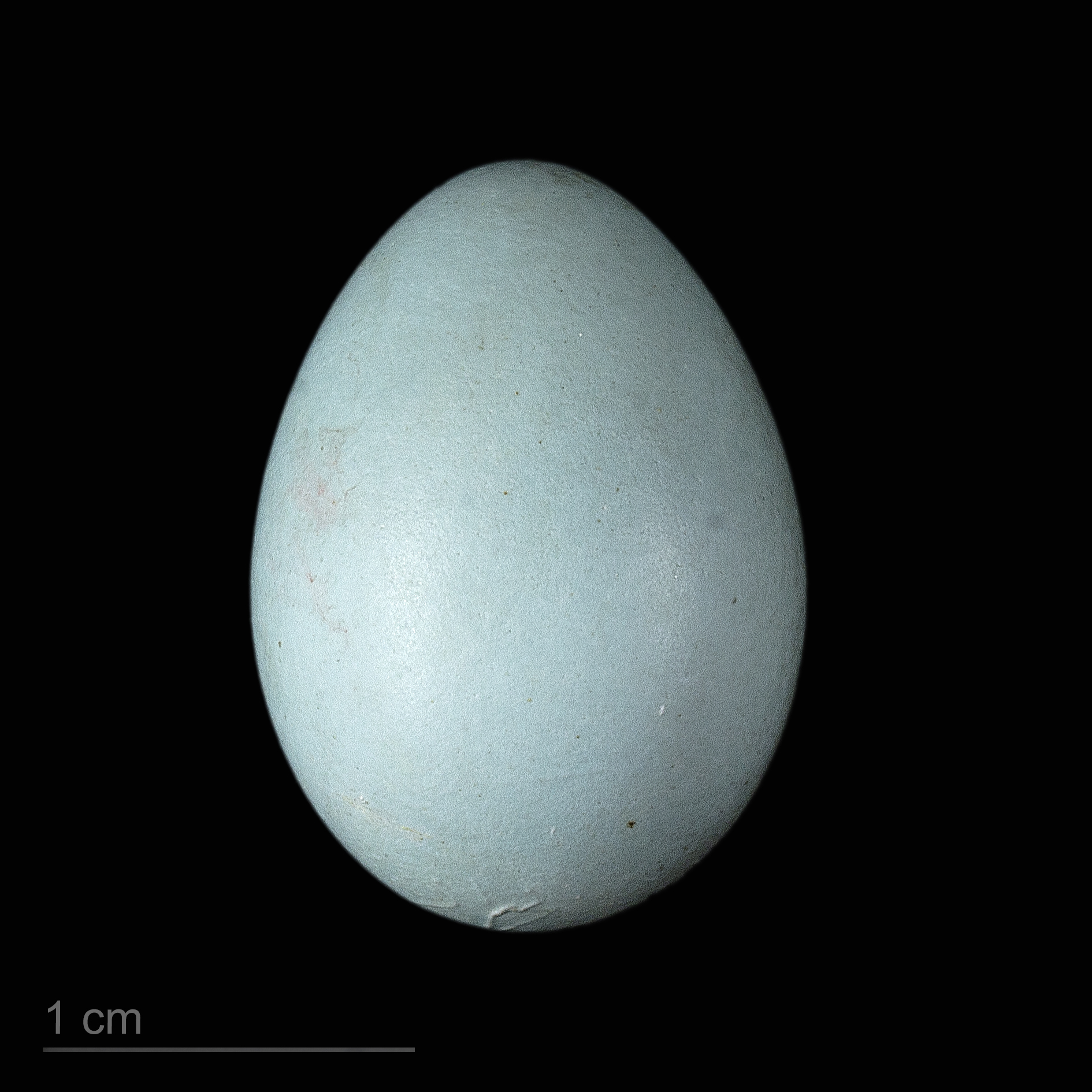
Prunella montanella

Pěvuška sibiřská, dříve též pěvuška horská (Prunella montanella), je malý druh pěvce z čeledi pěvuškovitých. Velikosti pěvušky modré (délka těla 13–14,5 cm). Svrchu je obvykle výrazně rudohnědá s tmavším černohnědým čárkováním, zespodu žlutavě rezavohnědá. Hnědavě černé temeno a tmavé tváře odděluje široký, dlouhý, žlutavý nadoční proužek. Hnízdí v lesích, obvykle v blízkosti vody, na severu Sibiře a na Uralu. Tažný druh, se zimovišti v jihovýchodní Asii. Z území České republiky existuje jediný výskyt; v roce 1943 byla mladá samice chycena v Postupicích na Benešovsku.